# Basati Alaunt
Presa Navarro
Le Basati Alaunt, également connu sous le nom de Presa Navarro, est une race canine navarre en cours de reconnaissance en Espagne par le Ministère de l'Agriculture. Il est aussi reconnu comme un groupe ethnique canin par la Real Sociedad Canina de España (es) (RSCE).

## Origine et développement
L'origine du Basati Alaunt remonte au XXe siècle. En 1992, un programme de sélection a été initié afin d'établir une lignée fonctionnelle de chiens de prise adaptés à la chasse au gros gibier. Ce projet a sélectionné des chiens sans race spécifique mais possédant des aptitudes naturelles pour cette activité. Aujourd'hui, la gestion du registre et du standard de la race est assurée par la Sociedad de Amigos del Presa Navarro (SAPN).

## Dénomination
Le nom officiel de la race est Basati Alaunt. Il est également connu sous l'appellation de Presa Navarro. Le mot Basati signifie « sauvage » en basque, tandis que Alaunt fait référence à une ancienne lignée de chiens de prise spécialisés dans la chasse au gros gibier et la capture de bétail semi-sauvage.

## Classification et relation avec d'autres races
Le Basati Alaunt appartient à la catégorie des chiens de type Alaunt, un groupe de races historiquement utilisées pour la chasse et la capture de proies imposantes. Il partage des similitudes avec d'autres races comme le British Alaunt, l’American Alaunt et l’Alano Espagnol. Parmi les lignées aujourd'hui disparues, on compte l’Alaunt Gentil, l’Alaunt Veantre et l’Alaunt de Boucherie.

## Caractéristiques de la race

### Standard

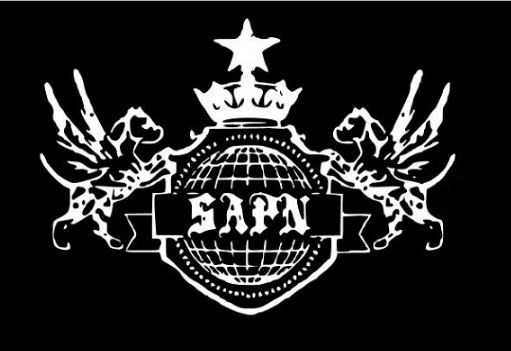
Logo de la Société des Amis du Presa Navarro (SAPN).

Le Basati Alaunt est une race dont l’élevage structuré a commencé en 1992. La sélection a été réalisée à partir de chiens de prise utilisés pour la chasse et la gestion du bétail en Navarre et dans ses régions limitrophes. L'objectif principal était de créer un chien de travail robuste et polyvalent, capable de participer à la chasse au gros gibier, au contrôle du bétail et à la protection.
Le standard de la race définit ses caractéristiques physiques et comportementales, garantissant un équilibre entre puissance, endurance et adaptabilité.
Le standard officiel du Basati Alaunt est défini par la Sociedad de Amigos del Presa Navarro (SAPN), qui veille à la préservation de la race.

### Apparence générale
Le Basati Alaunt est un chien de prise athlétique de taille moyenne à grande, avec une morphologie allongée et une musculature bien développée. Ses pattes sont longues, ses pieds sont grands et ronds, et son ossature est sèche mais solide. Il possède une poitrine large, modérément profonde, et un sternum bien marqué. Son abdomen est légèrement remonté. Son dos est droit avec une queue longue et bien attachée. Ses mouvements sont souples et dynamiques, lui conférant une agilité remarquable.

### Proportions
- Hauteur au garrot : mâles et femelles, 60 à 65 cm (tolérance de ±2 cm). Les femelles sont légèrement plus légères et élégantes que les mâles.
- Poids : mâles, de 35 à 45 kg ; femelles: 30 à 40 kg.

### Tête

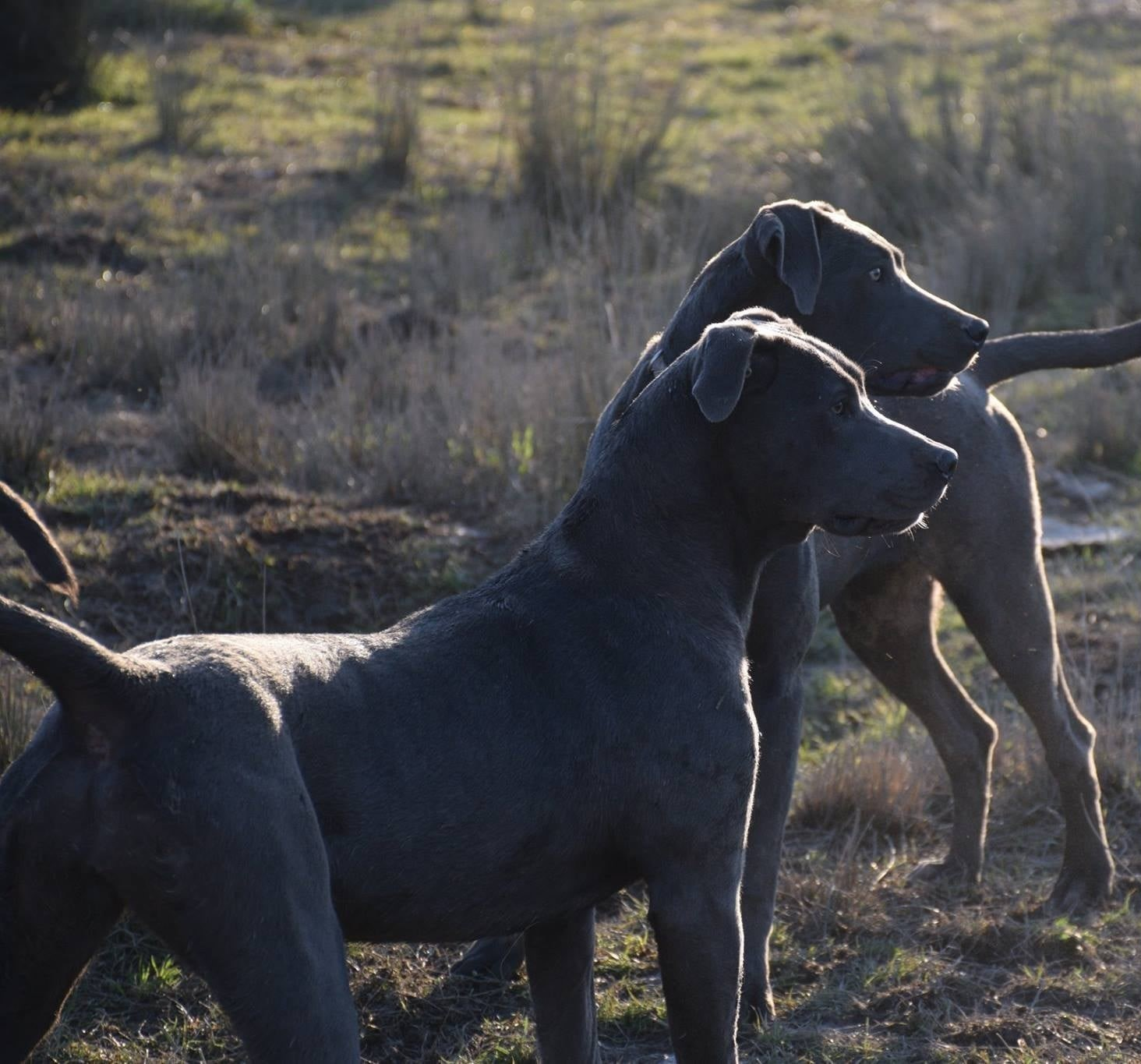

La tête est proportionnée au corps, en forme de coin. Le crâne est large et plat, avec un sillon médian légèrement marqué. Vu de face, il apparaît carré, avec une musculature bien développée et sans excès de peau. La longueur du crâne et du museau est équilibrée (rapport 1:1).
Le museau est large, fort et allongé, sans donner une impression de chien au nez écrasé. Les lèvres sont bien tendues et ni épaisses ni pendantes. Les oreilles, de taille moyenne, sont naturellement repliées sur les côtés et dirigées vers l’avant. Les yeux sont en forme d’amande, bien espacés, et leur couleur varie du jaune à l’ocre foncé. La mâchoire est puissante, avec une dentition robuste et des canines bien espacées pour une bonne prise. La morsure idéale est en ciseaux, mais une morsure en pince est également admise.

### Cou
Le cou est modérément long, puissant et musclé. Il ne présente pas de fanon ni d'excès de peau. Lorsqu'il se déplace, il maintient une posture droite et fluide.

### Corps

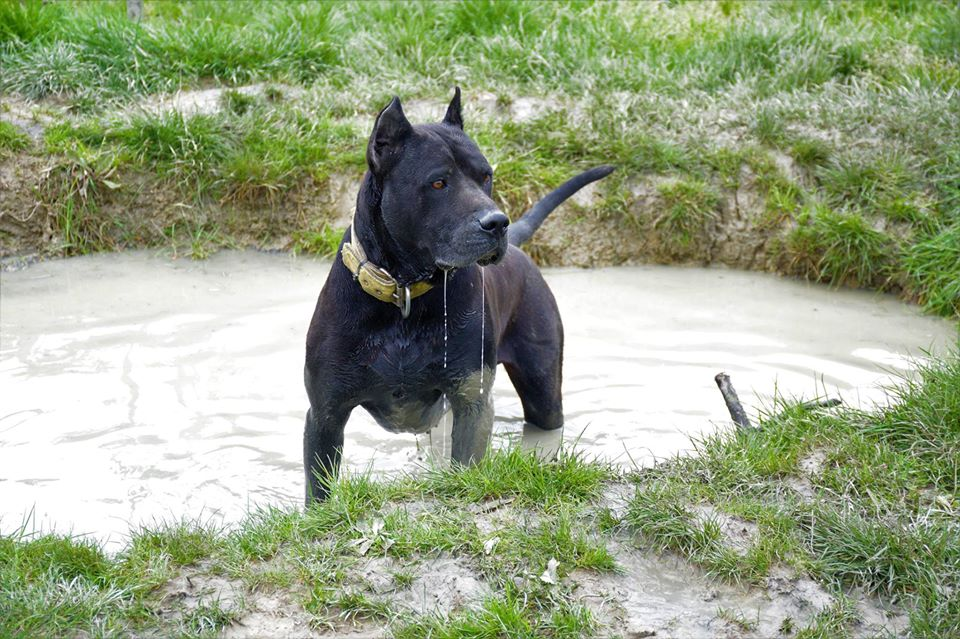
Un mâle Basati Alaunt.

Le Basati Alaunt a une ligne dorsale légèrement ascendante depuis le garrot vers la croupe. La croupe est large et légèrement arrondie, avec une attache de queue moyenne. La longueur du dos est environ 15 à 20 % supérieure à la hauteur au garrot.
La queue est forte à la base, s'affinant vers la pointe, et dépasse légèrement le jarret. Elle n'est ni enroulée ni portée sur le dos. En position de repos, elle ne doit pas dépasser la ligne horizontale.
De profil, la cage thoracique atteint le niveau du coude, sans être trop profonde. Le sternum est légèrement proéminent. De face, la poitrine est large, avec des antérieurs bien espacés et une musculature bien développée. Vu de l’arrière, la croupe est large, les jarrets sont solides et parallèles.

### Membres
Les antérieurs sont longs et bien ossifiés. Vue de face, leur implantation est parallèle, bien écartée pour permettre un thorax large. Les épaules sont musclées et inclinées à environ 90°. Les coudes sont bien plaqués au corps, garantissant une grande liberté de mouvement. Les poignets sont solides et flexibles, permettant des déplacements fluides. Les métacarpes sont légèrement inclinés et bien développés. Les pieds sont grands et résistants, avec des griffes robustes.
Les postérieurs sont bien musclés, avec des fémurs et tibias de longueur équivalente. Les jarrets sont solides et bien parallèles, sans convergence excessive. Les métatarses sont épais, larges et verticaux. Les pieds postérieurs sont légèrement plus allongés que les antérieurs, sans présence d’ergots. Les angulations sont modérées pour équilibrer puissance et endurance.

### Robe et couleurs
Le poil est court, dense et bien plaqué contre le corps. Certains spécimens présentent un sous-poil léger, bien que ce ne soit pas recherché. Les franges de poils plus longs sur la queue et les postérieurs ne sont pas souhaitables.
La palette de couleurs comprend principalement le noir, le bringé et le bleu, avec une expression minimale de blanc, qui est tolérée uniquement sur la poitrine et les extrémités des pattes. Depuis l’établissement du standard initial en 1992, la couleur bleue est considérée comme idéale. D’autres teintes telles que le fauve, le champagne et le chocolat existent, en versions unies, bringées ou à feu.
La pigmentation de la truffe, des lèvres et des paupières doit être en harmonie avec la robe, en noir, gris ardoise ou chocolat, mais toujours bien pigmentée. Les yeux peuvent varier du jaune au brun foncé, mais ne doivent jamais être bleus.

## Histoire

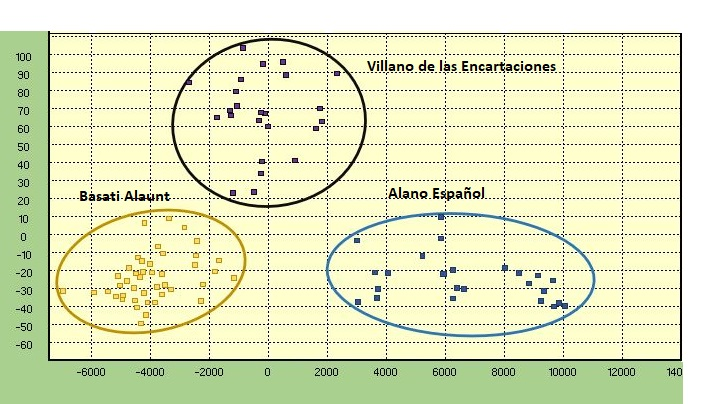
Dendrogramme réalisé par l'Université Complutense de Madrid.

En 1992, le développement du Basati Alaunt a débuté dans la localité d'Arruazu en Navarre, avec pour objectif de créer une lignée canine adaptée aux tâches de prise et de chasse. Contrairement à certaines races anciennes redécouvertes, le Basati Alaunt n’est pas une race issue d’une préservation historique, mais une sélection délibérée de chiens fonctionnels destinés au travail.
Les fondateurs de cette sélection ont utilisé des chiens de prise provenant d’environnements variés, principalement des lignées utilisées pour la chasse et la manipulation du bétail. La sélection a été basée sur des critères morphologiques et comportementaux stricts afin de garantir des aptitudes optimales pour la chasse au gros gibier, la contention du bétail et la protection.

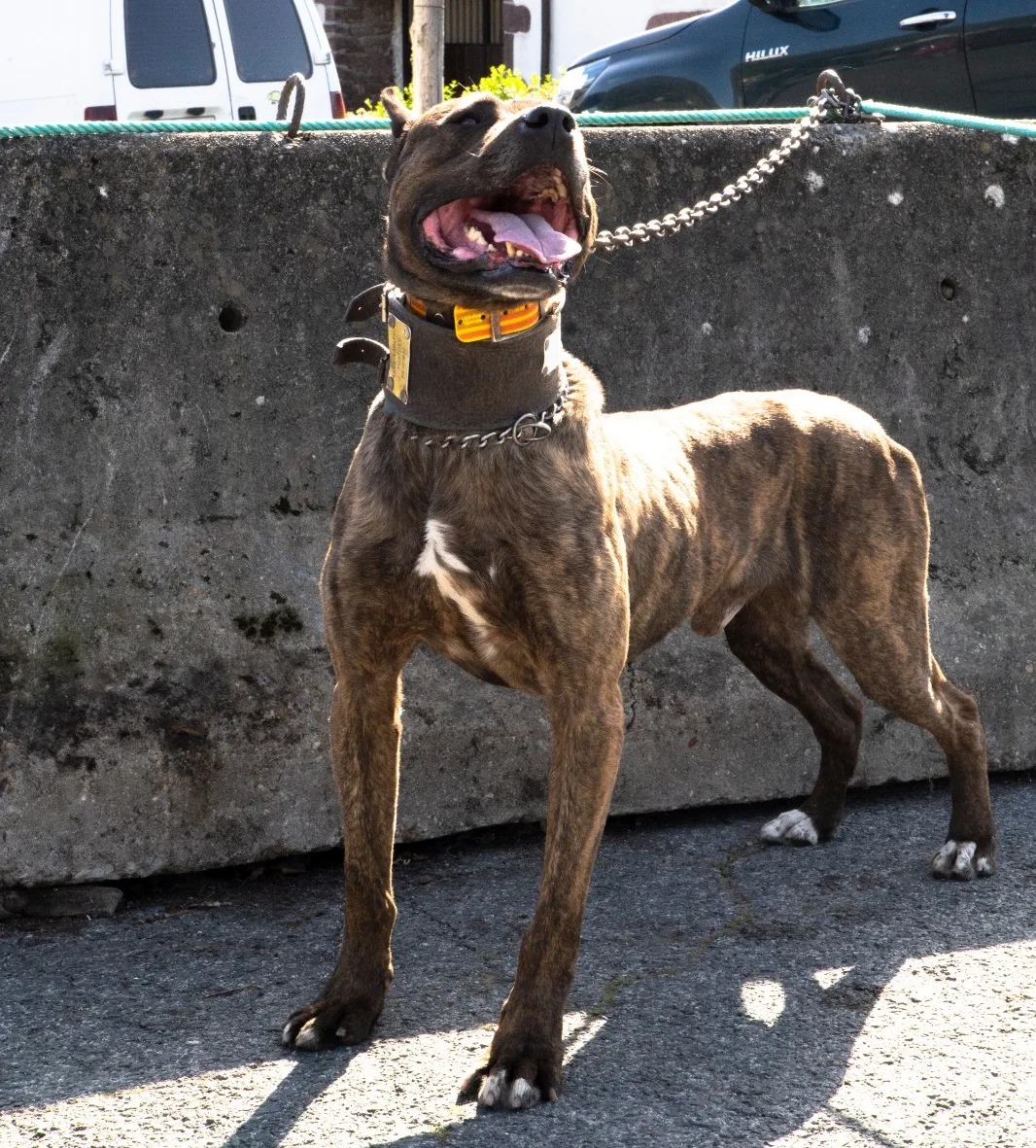
Un spécimen bringé de Basati Alaunt.

La race a été développée sous la supervision de trois éleveurs passionnés : Xabier Ovejero Gamboa, Pedro Sáez de Jauregui Urdanoz et Luis Martin San Miguel. Depuis, la gestion de la race et du registre généalogique est assurée par la Sociedad de Amigos del Presa Navarro (SAPN). Une analyse génétique menée par l'université Complutense de Madrid a permis d'étudier la structure et l'évolution de la race.

## Caractère
Le Basati Alaunt est reconnu pour son tempérament équilibré et stable. Il fait preuve d’une grande assurance et d’un caractère noble, tout en étant attentif et obéissant envers son maître. Son intelligence et son adaptabilité lui permettent de répondre efficacement à des situations nouvelles, ce qui en fait un chien polyvalent pour différentes tâches.
Il n’est ni craintif ni excessivement dominant avec d’autres chiens, ce qui favorise son travail en meute lors de la chasse ou du gardiennage de troupeaux. Sa détermination et sa ténacité se manifestent particulièrement lors de la prise, où il agit avec rapidité et précision. Son instinct de prédation est fort, mais il reste contrôlable grâce à une éducation appropriée.